# Batogu, Brăila
Batogu (în trecut Batagul) este un sat în comuna Cireșu din județul Brăila, Muntenia, România.
La sfârșitul secolului al XIX-lea, satul Batogu era reședința unei comune aflate în plasa Ianca a județului Brăila și formate din el și din cătunul Ionești, ele având în total 862 de locuitori. În ea funcționau o școală mixtă cu 28 de elevi (din care 4 fete) înființată în 1852, o moară de aburi și o biserică construită de locuitori în 1852. În 1925, comuna este consemnată în Anuarul Socec în aceeași plasă cu 1100 de locuitori.
În 1950, a fost inclusă în raionul Făurei al regiunii Galați și în 1968 a fost desființată și inclusă cu toate satele sale în comuna Cireșu.

## Personalități
- Maria Filotti (1883 - 1956), actriță